# Ekstraliga polska w hokeju na lodzie (2007/2008) - wyniki spotkań
Wyniki spotkań sezonu regularnego Ekstraligi polskiej (2007/2008):

## I etap

### I runda
1. kolejka
| 7 września 2007 | Podhale Nowy Targ | 3:4 pd. | Polonia Bytom | Miejska Hala Lodowa Nowy Targ, Polska |

|  | M. Kacíř 34:02 (EQ) M. Baranyk 36:15 (EQ) Z. Podlipni 45:58 (EQ) |  | 08:46 (SH) Ł. Rutkowski 33:55 (PP) D. Kukulski 48:42 (EQ) B. Salamon 63:47 (PP) M. Piecuch |  |

| 7 września 2007 | GKS Tychy | 0:5 wo. | KH Sanok | Stadion Zimowy Tychy, Polska |

|  |  |  |  |  |

| 7 września 2007 | Cracovia | 7:2 | Naprzód Janów | Sztuczne lodowisko im. "Rocha" Kraków, Polska |

|  | M. Piotrowski 14:31 (EQ) D. Słaboń 21:47 (EQ) M. Piotrowski 23:15 (EQ) S. Witowski 27:18 (EQ) R. Hlouch 34:20 (EQ) S. Urban 41:40 (EQ) D. Laszkiewicz 48:39 (EQ) |  | 25:40 (EQ) W. Stachura 31:29 (EQ) M. Koszowski |  |

| 7 września 2007 | Unia Oświęcim | 0:5 | Stoczniowiec Gdańsk | Hala Lodowa MOSiR Oświęcim, Polska |

|  |  |  |  |  |

| 7 września 2007 | Zagłębie Sosnowiec | 1:7 | TKH Toruń | Stadion Zimowy Sosnowiec, Polska |

|  | M. Puzio 02:34 (PP) |  | 06:21 (EQ) R. Cychowski 10:40 (EQ) R. Verčík 25:39 (EQ) P. Bomastek 33:18 (EQ) Ł. Chrzanowski 52:10 (EQ) A. Marmurowicz 53:20 (PP) B. Dąbkowski 59:46 (EQ) T. Koszarek |  |

2. kolejka
| 9 września 2007 | TKH Toruń | 5:2 | Polonia Bytom | Tor-Tor Toruń, Polska |

|  | M. Mravec 08:16 (PP) J. Dołęga 23:46 (EQ) P. Bomastek 52:00 (PP) R. Verčík 55:30 (EQ) P. Hurtaj 59:02 (EQ) |  | M. Krokosz 22:39 (PP) D. Puzio 59:14 (EQ) |  |

| 9 września 2007 | Unia Oświęcim | 0:5 | Zagłębie Sosnowiec | Hala Lodowa MOSiR Oświęcim, Polska |

|  |  |  |  |  |

| 9 września 2007 | Naprzód Janów | 2:4 | Stoczniowiec Gdańsk | Jantor Katowice, Polska |

|  | A. Gretka 31:48 (PP) W. Wojtarowicz 46:57 (PP) |  | M. Smeja 09:13 (PP) J. Vítek 34:13 (PP) B. Leśniak 59:33 (EQ) J. Vítek 59:58 (EQ) |  |

| 9 września 2007 | KH Sanok | 5:2 | Cracovia | Arena Sanok Sanok, Polska |

|  | M. Mermer 25:46 (PP) P. Melicherčík 27:52 (EQ) M. Sekáč 28:45 (PP) M. Sekáč 43:08 (EQ) O. Lauko 49:40 (EQ) |  | D. Laszkiewicz 02:04 (EQ) G. Pasiut 26:18 (EQ) |  |

| 9 września 2007 | Podhale Nowy Targ | 5:0 wo. | GKS Tychy | Miejska Hala Lodowa Nowy Targ, Polska |

|  |  |  |  |  |

3. kolejka
| 11 września 2007 | GKS Tychy | 3:2 | Polonia Bytom | Stadion Zimowy Tychy, Polska |

|  | M. Garbocz 17:48 (PP) T. Proszkiewicz 31:25 (PP) T. Jakeš 39:20 (PP) |  | K. Kuźniecow 10:17 (EQ) J. Luštinec 47:14 (EQ) |  |

| 11 września 2007 | Cracovia | 7:2 | Podhale Nowy Targ | Sztuczne lodowisko im. "Rocha" Kraków, Polska |

|  | G. Pasiut 04:42 (EQ) O. Marcińczak 06:35 (PP) D. Słaboń 32:48 (EQ) M. Badžo 42:35 (PP) G. Pasiut 46:35 (EQ) R. Hlouch 47:32 (EQ) D. Słaboń 56:28 (EQ) |  | M. Baranyk 17:37 (PP) F. Bakrlík 48:15 (EQ) |  |

| 11 września 2007 | KH Sanok | 1:6 | Stoczniowiec Gdańsk | Arena Sanok Sanok, Polska |

|  | M. Sekáč 23:00 (PP) |  | R. Škutchan 16:52 (EQ) W. Jankowski 25:13 (SH) T. Bigos 25:59 (EQ) R. Škutchan 35:45 (EQ) W. Jankowski 37:22 (EQ) R. Škutchan 42:31 (EQ) |  |

| 11 września 2007 | Zagłębie Sosnowiec | 2:4 | Naprzód Janów | Stadion Zimowy Sosnowiec, Polska |

|  | K. Horný 08:00 (EQ) M. Belica 45:32 (EQ) |  | T. Jóźwik 07:46 (PP) A. Kowalówka 47:06 (SH) W. Wojtarowicz 55:16 (EQ) P. Cinalski 58:27 (PP) |  |

| 11 września 2007 | TKH Toruń | 10:1 | Unia Oświęcim | Tor-Tor Toruń, Polska |

|  | Z. Kubát 15:11 (PP) P. Hurtaj 16:29 (PP) J. Dołęga 20:46 (EQ) Z. Kubát 25:58 (PP) J. Dołęga 29:15 (EQ) A. Marmurowicz 38:46 (EQ) P. Bomastek 48:23 (PP) Ł. Chrzanowski 50:15 (PP) T. Koszarek 53:05 (EQ) R. Verčík 56:30 (EQ) |  | P. Połącarz 26:28 (PP) |  |

4. kolejka
| 14 września 2007 | Unia Oświęcim | 3:5 | Polonia Bytom | Hala Lodowa MOSiR Oświęcim, Polska |

|  | M. Adamus 13:53 (EQ) P. Valušiak 31:08 (EQ) T. Ziaja 45:07 (EQ) |  | M. Krokosz 12:56 (PP) G. Da Costa 13:38 (EQ) J. Luštinec 26:39 (EQ) K. Kuźniecow 29:38 (EQ) J. Luštinec 55:09 (PP) |  |

| 14 września 2007 | Naprzód Janów | 5:4 K | TKH Toruń | Jantor Katowice, Polska |

|  | T. Jóźwik 08:03 (PP) W. Wojtarowicz 13:32 (EQ) L. Tõkési 35:59 (EQ) W. Wojtarowicz 38:36 (PP) |  | R. Verčík 28:14 (PP) Ł. Chrzanowski 41:56 (EQ) R. Cychowski 43:55 (EQ) Z. Kubát 55:10 (EQ) |  |

| 14 września 2007 | KH Sanok | 1:2 | Zagłębie Sosnowiec | Arena Sanok Sanok, Polska |

|  | O. Lauko 44:25 (PP) |  | A. Holík 15:04 (EQ) R. Twardy 33:52 (EQ) |  |

| 14 września 2007 | Podhale Nowy Targ | 4:3 D | Stoczniowiec Gdańsk | Miejska Hala Lodowa Nowy Targ, Polska |

|  | M. Voznik 07:07 (EQ) M. Kacíř 21:39 (PP) R. Pospíšil 39:54 (EQ) R. Sroka 64:06 (EQ) |  | M. Furo 01:52 (EQ) R. Škutchan 04:30 (EQ) M. Urbanowicz 42:33 (EQ) |  |

| 14 września 2007 | GKS Tychy | 3:2 | Cracovia | Stadion Zimowy Tychy, Polska |

|  | A. Parzyszek 26:28 (EQ) T. Proszkiewicz 30:24 (PP) T. Jakeš 43:31 (PP) |  | R. Hlouch 24:11 (EQ) S. Witowski 52:21 (EQ) |  |

5. kolejka
| 16 września 2007 | Cracovia | 6:1 | Polonia Bytom | Sztuczne lodowisko im. "Rocha" Kraków, Polska |

|  | D. Laszkiewicz 17. (EQ) A. Černý 20. (EQ) S. Kowalówka 24. (EQ) J. Kłys 36. (PP) J. Kuc 46. (EQ) G. Pasiut 50. (EQ) |  | J. Luštinec 47. (EQ) |  |

| 2 października 2007 | GKS Tychy | 4:1 | Stoczniowiec Gdańsk | Stadion Zimowy Tychy, Polska |

|  | M. Justka 27:00 (EQ) M. Justka 30:24 (EQ) M. Woźnica 34:36 (EQ) A. Bagiński 50:29 (EQ) |  | Z. Jurásek 18:04 (EQ) |  |

| 16 września 2007 | Zagłębie Sosnowiec | 7:6 | Podhale Nowy Targ | Stadion Zimowy Sosnowiec, Polska |

|  | M. Kozłowski 03:19 (EQ) M. Puzio 17:50 (EQ) M. Jaros 43:13 (EQ) A. Holík 46:21 (PP) P. Dronia 48:19 (EQ) W. Klisiak 51:49 (PP) M. Jaros 59:15 (PP) |  | T. Malasiński 10:30 (EQ) D. Łyszczarczyk 18:16 (EQ) S. Łabuz 28:38 (EQ) M. Kacíř 33:17 (EQ) K. Zapała 39:38 (PP) F. Bakrlík 40:52 (EQ) |  |

| 16 września 2007 | TKH Toruń | 1:4 | KH Sanok | Tor-Tor Toruń, Polska |

|  | P. Bomastek 10:50 (EQ) |  | M. Sekáč 02:13 (PP) W. Milan 14:51 (PP) M. Mermer 45:29 (PP) Ľ. Caban 59:58 (EQ) |  |

| 16 września 2007 | Unia Oświęcim | 3:5 | Naprzód Janów | Hala Lodowa MOSiR Oświęcim, Polska |

|  | M. Buček 12:08 (PP) M. Kwiatek 28:19 (EQ) M. Ryczko 59:10 (PP) |  | M. Słodczyk 00:48 (EQ) W. Wojtarowicz 20:41 (PP) Ł. Elżbieciak 24:26 (EQ) T. Jóźwik 52:07 (PP) I. Peterdi 54:38 (EQ) |  |

6. kolejka
| 30 października 2007 | Polonia Bytom | 2:1 | Naprzód Janów | Lodowisko przy ul. Pułaskiego Bytom, Polska |

|  | K. Kuźniecow 38:28 (PP) P. Tokoš 44:59 (SH) |  | W. Stachura 32:19 (PP) |  |

| 21 września 2007 | KH Sanok | 5:3 | Unia Oświęcim | Arena Sanok Sanok, Polska |

|  | T. Demkowicz 07:49 (SH) Ľ. Caban 12:11 (EQ) M. Ćwikła 27:48 (PP) Ľ. Caban 27:48 (EQ) M. Radwański 51:43 (PP) |  | M. Buček 16:56 (EQ) L. Minařík 49:05 (SH) M. Szewczyk 55:06 (EQ) |  |

| 21 września 2007 | Podhale Nowy Targ | 8:6 | TKH Toruń | Miejska Hala Lodowa Nowy Targ, Polska |

|  | M. Baranyk 05:29 (EQ) F. Bakrlík 08:59 (EQ) M. Baranyk 10:38 (EQ) R. Sroka 20:21 (PP) F. Bakrlík 27:46 (EQ) M. Kacíř 30:45 (PP) J. Różański 33:29 (EQ) M. Kacíř 59:56 (EQ) |  | M. Mravec 15:28 (PP) M. Jastrzębski 35:49 (EQ) M. Mravec 43:27 (PP) R. Verčík 45:16 (EQ) J. Dołęga 50:46 (PP) P. Bomastek 57:30 (EQ) |  |

| 21 września 2007 | Zagłębie Sosnowiec | 2:1 | GKS Tychy | Stadion Zimowy Sosnowiec, Polska |

|  | T. Da Costa 07:16 (EQ) T. Da Costa 42:21 (EQ) |  | T. Jakeš 25:50 (PP) |  |

| 21 września 2007 | Cracovia | 3:0 | Stoczniowiec Gdańsk | Sztuczne lodowisko im. "Rocha" Kraków, Polska |

|  | M. Piotrowski 01:14 (PP) L. Laszkiewicz 20:33 (EQ) L. Laszkiewicz 30:38 (EQ) |

7. kolejka
| 23 września 2007 | Stoczniowiec Gdańsk | 4:3 | Polonia Bytom | Olivia Gdańsk, Polska |

|  | R. Škutchan 17:59 (EQ) J. Vítek 33:58 (EQ) R. Škutchan 42:47 (EQ) M. Rompkowski 55:14 (EQ) |  | P. Tokoš 11:27 (PP) M. Piecuch 21:48 (EQ) G. Da Costa 58:01 (PP) |  |

| 23 września 2007 | Zagłębie Sosnowiec | 1:2 | Cracovia | Stadion Zimowy Sosnowiec, Polska |

|  | T. Da Costa 27:03 (EQ) |  | L. Laszkiewicz 36:21 (PS) M. Piotrowski 39:20 (EQ) |  |

| 23 września 2007 | TKH Toruń | 2:4 | GKS Tychy | Tor-Tor Toruń, Polska |

|  | P. Bomastek 26:52 (EQ) Z. Kubát 43:41 (PP) |  | A. Parzyszek 07:11 (SH) P. Sarnik 16:16 (EQ) T. Proszkiewicz 30:36 (EQ) R. Bacul 52:58 (EQ) |  |

| 23 września 2007 | Unia Oświęcim | 1:7 | Podhale Nowy Targ | Hala Lodowa MOSiR Oświęcim, Polska |

|  | M. Buček 42:09 (EQ) |  | M. Baranyk 01:16 (EQ) K. Zapała 06:45 (SH) M. Kacíř 22:01 (PP) S. Biela 23:17 (PP) F. Bakrlík 28:48 (EQ) Ł. Batkiewicz 41:54 (EQ) K. Zapała 45:20 (EQ) |  |

| 9 września 2007 | Naprzód Janów | 3:5 | KH Sanok | Jantor Katowice, Polska |

|  | M. Krumpál 34:29 (PP) W. Wojtarowicz 34:58 (PP) M. Pohl 51:52 (EQ) |  | T. Demkowicz 07:35 (EQ) M. Mermer 29:29 (PP) T. Demkowicz 39:32 (EQ) O. Lauko 56:00 (EQ) O. Lauko 58:21 (EQ) |  |

8. kolejka
| 25 września 2007 | KH Sanok | 6:5 K | Polonia Bytom | Lodowisko przy ul. Pułaskiego Bytom, Polska |

|  | Ľ. Caban 00:37 (EQ) P. Melicherčík 10:17 (EQ) P. Melicherčík 17:24 (PP) M. Radwański 36:51 (EQ) O. Lauko 43:37 (EQ) |  | P. Tokoš 27:29 (PP) J. Luštinec 33:49 (EQ) K. Kuźniecow 39:42 (PP) J. Luštinec 43:16 (PP) S. Owczarek 44:34 (EQ) |  |

| 25 września 2007 | Podhale Nowy Targ | 4:1 | Naprzód Janów | Miejska Hala Lodowa Nowy Targ, Polska |

|  | J. Różański 08:33 (EQ) M. Baranyk 13:29 (EQ) M. Kacíř 29:05 (EQ) K. Zapała 54:41 (EQ) |  | A. Kowalówka 41:03 (EQ) |  |

| 16 października 2007 | GKS Tychy | 3:1 | Unia Oświęcim | Stadion Zimowy Tychy, Polska |

|  | M. Frączek 07:02 (EQ) T. Proszkiewicz 12:22 (EQ) A. Parzyszek 26:40 (EQ) |  | M. Buček 44:56 (EQ) |  |

| 25 września 2007 | Cracovia | 3:2 | TKH Toruń | Sztuczne lodowisko im. "Rocha" Kraków, Polska |

|  | M. Badžo 11. (PP) D. Laszkiewicz 14. (PP) G. Pasiut 55. (EQ) |  | V. Búřil 19. (PP) P. Hurtaj 28. (PS) |  |

| 25 września 2007 | Stoczniowiec Gdańsk | 3:4 | Zagłębie Sosnowiec | Olivia Gdańsk, Polska |

|  | T. Bigos 04:40 (PP) A. Kostecki 34:16 (EQ) Z. Jurásek 35:12 (EQ) |  | M. Belica 02:34 (PP) T. Da Costa 41:13 (EQ) W. Klisiak 48:11 (EQ) M. Belica 59:13 (EQ) |  |

9. kolejka
| 28 września 2007 | Zagłębie Sosnowiec | 2:5 | Polonia Bytom | Stadion Zimowy Sosnowiec, Polska |

|  | M. Jaros 27:33 (EQ) T. Kozłowski 59:48 (PP) |  | Ł. Rutkowski 07:54 (EQ) J. Luštinec 09:56 (EQ) P. Tokoš 22:52 (PP) Ł. Rutkowski 54:10 (PP) M. Piecuch 58:44 (PP) |  |

| 28 września 2007 | TKH Toruń | 3:4 D | Stoczniowiec Gdańsk | Tor-Tor Toruń, Polska |

|  | J. Dołęga 21:50 (SH) J. Dołęga 43:44 (PP) J. Dołęga 55:07 (PS) |  | J. Rzeszutko 34:47 (EQ) W. Jankowski 46:55 (EQ) M. Furo 56:08 (EQ) J. Vítek 62:46 (EQ) |  |

| 28 września 2007 | Unia Oświęcim | 5:6 D | Cracovia | Hala Lodowa MOSiR Oświęcim, Polska |

|  | M. Buček 06:21 (PP) P. Połącarz 14:25 (SH) P. Połącarz 16:48 (PP) M. Szewczyk 19:11 (PP) M. Modrzejewski 23:55 (SH) |  | L. Laszkiewicz 00:29 (EQ) M. Badžo 01:18 (PP) L. Laszkiewicz 37:19 (EQ) L. Laszkiewicz 51:40 (SH) O. Marcińczak 57:33 (PP) R. Hlouch 60:40 (PP) |  |

| 28 września 2007 | Naprzód Janów | 7:5 | GKS Tychy | Jantor Katowice, Polska |

|  | M. Pohl 00:41 (EQ) M. Koszowski 02:11 (EQ) I. Peterdi 32:34 (EQ) Ł. Elżbieciak 37:10 (EQ) M. Pohl 40:36 (PP) Ł. Elżbieciak 49:16 (EQ) T. Jóźwik 59:33 (EQ) |  | P. Sarnik 01:12 (EQ) Ł. Sokół 04:16 (PP) M. Kotlorz 18:32 (PP) M. Woźnica 36:48 (EQ) R. Bacul 47:41 (EQ) |  |

| 28 września 2007 | KH Sanok | 5:3 | Podhale Nowy Targ | Arena Sanok Sanok, Polska |

|  | P. Ciepły 13:49 (EQ) R. Guričan 16:00 (PP) W. Milan 44:18 (EQ) R. Guričan 46:53 (PP) M. Radwański 59:34 (EQ) |  | D. Galant 00:14 (EQ) M. Voznik 14:34 (EQ) K. Zapała 34:51 (PP) |  |

### II runda
10. kolejka
| 30 września 2007 | Podhale Nowy Targ | 8:3 | Polonia Bytom | Miejska Hala Lodowa Nowy Targ, Polska |

|  | M. Kacíř 05:42 (EQ) M. Baranyk 13:18 (EQ) J. Różański 14:47 (EQ) M. Baranyk 29:18 (PP) K. Zapała 35:29 (PP) S. Biela 43:19 (EQ) M. Kacíř 50:20 (PP) |  | M. Krokosz 46:11 (EQ) J. Luštinec 46:40 (EQ) D. Kukulski 52:21 (EQ) |  |

| 30 września 2007 | KH Sanok | 3:5 | GKS Tychy | Arena Sanok Sanok, Polska |

|  | M. Mermer 00:53 (EQ) R. Kostecki 10:16 (PS) T. Demkowicz 47:21 (EQ) |  | A. Parzyszek 00:41 (EQ) T. Proszkiewicz 02:37 (EQ) T. Proszkiewicz 15:48 (PP) M. Woźnica 22:54 (EQ) P. Sarnik 53:46 (EQ) |  |

| 30 września 2007 | Naprzód Janów | 5:4 K | Cracovia | Jantor Katowice, Polska |

|  | M. Krumpál 13:42 (EQ) M. Pohl 26:51 (EQ) M. Krumpál 30:02 (EQ) M. Pohl 42:39 (EQ) |  | D. Laszkiewicz 04:51 (EQ) D. Spirin 31:19 (EQ) L. Laszkiewicz 44:42 (EQ) A. Černý 49:04 (PP) |  |

| 30 września 2007 | Stoczniowiec Gdańsk | 8:0 | Unia Oświęcim | Olivia Gdańsk, Polska |

|  | Z. Jurásek 03:17 (PP) M. Łopuski 04:16 (EQ) P. Skrzypkowski 21:29 (EQ) R. Škutchan 28:24 (PP) W. Jankowski 39:54 (PP) M. Furo 45:25 (EQ) J. Rzeszutko 51:46 (EQ) O. Prokop 54:47 (EQ) |

| 30 września 2007 | TKH Toruń | 0:8 | Zagłębie Sosnowiec | Tor-Tor Toruń, Polska |

|  |  |  | 27:06 (PP) M. Jaros 39:53 (PP) M. Puzio 42:02 (EQ) T. Da Costa 45:56 (EQ) V. Luka 48:15 (EQ) M. Belica 49:07 (EQ) M. Jaros 51:36 (EQ) V. Luka 51:58 (PP) T. Kozłowski |

11. kolejka
| 5 października 2007 | TKH Toruń | 3:2 | Polonia Bytom | Tor-Tor Toruń, Polska |

|  | B. Dąbkowski 14:07 (PP) J. Dołęga 31:01 (EQ) V. Búřil 50:30 (PP) |  | J. Luštinec 24:36 (EQ) B. Kowalski 46:41 (EQ) |  |

| 5 października 2007 | Zagłębie Sosnowiec | 6:1 | Unia Oświęcim | Stadion Zimowy Sosnowiec, Polska |

|  | M. Jaros 21:45 (PP) M. Jaros 30:43 (EQ) A. Labryga 45:40 (PP) T. Da Costa 46:03 (PP) V. Luka 53:06 (EQ) T. Bernat 56:18 (PP) |  | 05:49 (EQ) P. Valušiak |  |

| 5 października 2007 | Stoczniowiec Gdańsk | 3:1 | Naprzód Janów | Olivia Gdańsk, Polska |

|  | J. Vítek 30:11 (EQ) J. Rzeszutko 44:49 (EQ) Z. Jurásek 49:30 (EQ) |  | M. Pohl 57:59 (EQ) |  |

| 5 października 2007 | Cracovia | 3:0 | KH Sanok | Sztuczne lodowisko im. "Rocha" Kraków, Polska |

|  | D. Laszkiewicz 46:05 (PP) L. Laszkiewicz 56:40 (EQ) M. Piotrowski 59:37 (EQ) |

| 5 października 2007 | GKS Tychy | 3:2 | Podhale Nowy Targ | Stadion Zimowy Tychy, Polska |

|  | A. Parzyszek 16:57 (PP) S. Gonera 28:06 (EQ) B. Gawlina 35:20 (EQ) |  | R. Sroka 33:41 (PP) K. Zapała 42:44 (PP) |  |

12. kolejka
| 7 października 2007 | GKS Tychy | 4:2 | Polonia Bytom | Stadion Zimowy Tychy, Polska |

|  | R. Bacul 15:54 (EQ) K. Majkowski 24:08 (PP) Ł. Mejka 27:12 (EQ) Ł. Sokół 36:48 (EQ) |  | D. Puzio 25:30 (EQ) D. Puzio 36:15 (EQ) |  |

| 7 października 2007 | Podhale Nowy Targ | 2:1 | Cracovia | Miejska Hala Lodowa Nowy Targ, Polska |

|  | Ł. Wilczek 00:17 (EQ) Ł. Batkiewicz 04:07 (EQ) |  | G. Pasiut 18:25 (EQ) |  |

| 7 października 2007 | Stoczniowiec Gdańsk | 5:3 | KH Sanok | Olivia Gdańsk, Polska |

|  | B. Wróbel 03:53 (PP) Z. Jurásek 46:28 (EQ) J. Rzeszutko 46:46 (EQ) W. Jankowski 55:59 (EQ) B. Wróbel 58:46 (EQ) |  | O. Lauko 50:28 (EQ) M. Mermer 51:37 (EQ) M. Sekáč 56:19 (EQ) |  |

| 7 października 2007 | Naprzód Janów | 3:4 | Zagłębie Sosnowiec | Jantor Katowice, Polska |

|  | M. Słodczyk 32:46 (EQ) P. Cinalski 45:36 (PP) T. Jóźwik 57:41 (EQ) |  | T. Bernat 22:50 (PP) M. Jaros 24:36 (EQ) T. Da Costa 58:18 (EQ) A. Labryga 59:17 (EQ) |  |

| 7 października 2007 | Unia Oświęcim | 3:6 | TKH Toruń | Hala Lodowa MOSiR Oświęcim, Polska |

|  | M. Buček 00:21 (EQ) P. Valušiak 07:14 (PP) P. Valušiak 59:22 (PP) |  | Z. Kubát 18:35 (PP) Ł. Chrzanowski 22:34 (EQ) R. Verčík 29:16 (EQ) M. Mravec 35:29 (EQ) P. Bomastek 49:10 (PP) M. Mravec 54:52 (EQ) |  |

13. kolejka
| 9 października 2007 | Unia Oświęcim | 2:9 | Polonia Bytom | Hala Lodowa MOSiR Oświęcim, Polska |

|  | P. Połącarz 03:02 (EQ) M. Kwiatek 48:00 (EQ) |  | J. Luštinec 13:57 (EQ) Ł. Rutkowski 28:55 (SH) P. Tokoš 31:21 (EQ) D. Puzio 33:14 (EQ) A. Banaszczak 39:46 (PP) B. Salamon 47:25 (EQ) Ł. Rutkowski 53:23 (EQ) A. Banaszczak 55:41 (PP) G. Da Costa 56:41 (EQ) |  |

| 9 października 2007 | TKH Toruń | 3:5 | Naprzód Janów | Tor-Tor Toruń, Polska |

|  | A. Marmurowicz 04:19 (EQ) P. Bomastek 25:06 (EQ) P. Bomastek 56:17 (EQ) |  | W. Wojtarowicz 15:52 (EQ) M. Koszowski 19:36 (EQ) M. Zaťko 45:09 (PP) M. Zaťko 59:07 (EQ) W. Wojtarowicz 60:00 |  |

| 9 października 2007 | Zagłębie Sosnowiec | 6:3 | KH Sanok | Stadion Zimowy Sosnowiec, Polska |

|  | M. Puzio 02:32 (EQ) T. Da Costa 03:08 (EQ) W. Klisiak 09:51 (EQ) M. Belica 18:14 (PP) J. Rutkowski 31:22 (EQ) W. Klisiak 43:53 (EQ) |  | O. Lauko 15:50 (PP) O. Lauko 37:20 (PP) M. Ćwikła 48:38 (PP) |  |

| 21 listopada 2007 | Stoczniowiec Gdańsk | 1:2 D | Podhale Nowy Targ | Olivia Gdańsk, Polska |

|  | M. Urbanowicz 57:03 (EQ) |  | M. Sulka 29:11 (EQ) J. Różański 60:59 (EQ) |  |

| 9 października 2007 | Cracovia | 3:4 D | GKS Tychy | Sztuczne lodowisko im. "Rocha" Kraków, Polska |

|  | G. Pasiut 2. (PP) S. Witowski 4. (EQ) D. Laszkiewicz 50. (EQ) |  | M. Garbocz 3. (EQ) R. Bacul 32. (EQ) M. Kotlorz 43. (PP) P. Sarnik 64. (EQ) |  |

14. kolejka
| 12 października 2007 | Cracovia | 2:3 K | Polonia Bytom | Sztuczne lodowisko im. "Rocha" Kraków, Polska |

|  | L. Laszkiewicz 19:29 (PP) D. Słaboń 32:41 (EQ) |  | K. Kuźniecow 03:56 (EQ) G. Da Costa 18:14 (SH) |  |

| 12 października 2007 | Stoczniowiec Gdańsk | 2:5 | GKS Tychy | Olivia Gdańsk, Polska |

|  | A. Kostecki 06:02 (EQ) W. Jankowski 23:29 (EQ) |  | A. Bagiński 02:45 (EQ) M. Woźnica 21:35 (EQ) R. Bacul 23:04 (EQ) A. Parzyszek 54:24 (EQ) A. Bagiński 59:32 (PP) |  |

| 17 października 2007 | Podhale Nowy Targ | 2:3 D | Zagłębie Sosnowiec | Miejska Hala Lodowa Nowy Targ, Polska |

|  | M. Kacíř 06:56 (EQ) J. Różański 30:19 (SH) |  | K. Horný 51:28 (EQ) A. Holík 53:26 (PP) M. Jaros 64:55 (EQ) |  |

| 12 października 2007 | KH Sanok | 1:3 | TKH Toruń | Arena Sanok Sanok, Polska |

|  | M. Mermer 45:15 (EQ) |  | B. Dąbkowski 42:31 (EQ) P. Bomastek 47:23 (EQ) B. Dąbkowski 58:29 (EQ) |  |

| 12 października 2007 | Naprzód Janów | 4:2 | Unia Oświęcim | Jantor Katowice, Polska |

|  | M. Pohl 09:10 (EQ) M. Pohl 33:02 (PP) W. Stachura 47:41 (EQ) W. Stachura 55:18 (EQ) |  | R. Sobała 10:13 (EQ) P. Valušiak 16:58 (EQ) |  |

15. kolejka
| 14 października 2007 | Naprzód Janów | 3:4 K | Polonia Bytom | Jantor Katowice, Polska |

|  | M. Słodczyk 18:14 (EQ) W. Stachura 42:52 (EQ) Ł. Elżbieciak 51:30 (PP) |  | G. Da Costa 49:22 (PP) D. Mračka 58:16 (EQ) D. Puzio 58:40 (EQ) |  |

| 14 października 2007 | Unia Oświęcim | 4:3 K | KH Sanok | Hala Lodowa MOSiR Oświęcim, Polska |

|  | R. Noworyta 17:26 (PP) P. Valušiak 32:13 (PP) M. Szewczyk 56:08 (EQ) |  | Ľ. Caban 30:36 (EQ) R. Kostecki 36:17 (EQ) R. Kostecki 58:55 (PS) |  |

| 18 września 2007 | TKH Toruń | 4:1 | Podhale Nowy Targ | Tor-Tor Toruń, Polska |

|  | R. Cychowski 15:14 (PP) M. Mravec 18:19 (EQ) V. Búřil 29:31 (PP) R. Verčík 59:57 (EQ) |  | M. Kacíř 25:10 (EQ) |  |

| 14 października 2007 | GKS Tychy | 1:5 | Zagłębie Sosnowiec | Stadion Zimowy Tychy, Polska |

|  | T. Proszkiewicz 39:29 (EQ) |  | A. Chabior 05:38 (EQ) A. Holík 21:10 (SH) M. Puzio 28:02 (EQ) J. Gabryś 43:35 (PP) A. Labryga 49:48 (EQ) |  |

| 14 października 2007 | Stoczniowiec Gdańsk | 1:2 D | Cracovia | Olivia Gdańsk, Polska |

|  | M. Smeja 16:13 (EQ) |  | R. Hlouch 25:45 (PP) L. Laszkiewicz 64:55 (EQ) |  |

16. kolejka
| 19 października 2007 | Polonia Bytom | 3:6 | Stoczniowiec Gdańsk | Lodowisko przy ul. Pułaskiego Bytom, Polska |

|  | D. Puzio 09:50 (PP) P. Tokoš 16:22 (EQ) G. Da Costa 39:53 (EQ) |  | R. Škutchan 15:48 (PP) R. Škutchan 19:38 (EQ) M. Smeja 21:20 (PP) Z. Jurásek 30:47 (EQ) J. Rzeszutko 37:24 (EQ) R. Škutchan 40:20 (EQ) |  |

| 19 października 2007 | Cracovia | 3:1 | Zagłębie Sosnowiec | Sztuczne lodowisko im. "Rocha" Kraków, Polska |

|  | M. Badžo 06. (SH) M. Badžo 07. (EQ) Roman Hlouch 25. (EQ) |  | Ł. Zachariasz 57. (EQ) |  |

| 19 października 2007 | TKH Toruń | 3:4 K | GKS Tychy | Tor-Tor Toruń, Polska |

|  | V. Búřil 10:46 (PP) A. Marmurowicz 27:19 (PP) R. Verčík 59:37 (EQ) |  | A. Parzyszek 06:36 (EQ) Ł. Sokół 13:22 (EQ) Ł. Sokół 19:55 (EQ) |  |

| 19 października 2007 | Podhale Nowy Targ | 12:1 | Unia Oświęcim | Miejska Hala Lodowa Nowy Targ, Polska |

|  | J. Różański 00:37 (EQ) J. Różański 07:08 (EQ) R. Pospíšil 19:07 (EQ) M. Sulka 26:10 (EQ) K. Zapała 32:10 (EQ) T. Malasiński 42:01 (EQ) D. Łyszczarczyk 47:35 (EQ) M. Baranyk 50:34 (EQ) M. Kacíř 53:00 (EQ) D. Łyszczarczyk 53:42 (EQ) J. Różański 56:04 (EQ) Ł. Batkiewicz 58:26 (EQ) |  | M. Ryczko 00:45 (EQ) |  |

| 19 października 2007 | KH Sanok | 3:2 D | Naprzód Janów | Arena Sanok Sanok, Polska |

|  | M. Ćwikła 13:20 (EQ) M. Mermer 19:40 (EQ) B. Rąpała 64:36 (EQ) |  | W. Wojtarowicz 19:51 (EQ) M. Słodczyk 23:50 (EQ) |  |

17. kolejka
| 21 października 2007 | KH Sanok | 6:1 | Polonia Bytom | Arena Sanok Sanok, Polska |

|  | O. Lauko 26:47 (PP) M. Sekáč 30:10 (EQ) B. Rąpała 47:50 (EQ) P. Gil 53:21 (EQ) R. Kostecki 55:06 (EQ) O. Lauko 55:26 (EQ) |  | J. Luštinec 08:19 (PP) |  |

| 21 października 2007 | Naprzód Janów | 5:4 | Podhale Nowy Targ | Jantor Katowice, Polska |

|  | M. Pohl 01:25 (EQ) M. Słodczyk 02:54 (EQ) P. Gallo 14:32 (EQ) Ł. Podsiadło 34:05 (EQ) W. Stachura 58:06 (PP) |  | R. Sroka 07:34 (PP) J. Różański 11:53 (EQ) K. Zapała 27:36 (PP) J. Różański 51:02 (EQ) |  |

| 21 października 2007 | Unia Oświęcim | 2:6 | GKS Tychy | Hala Lodowa MOSiR Oświęcim, Polska |

|  | M. Ryczko 10:25 (PP) M. Modrzejewski 12:24 (PP) |  | M. Garbocz 01:23 (EQ) M. Justka 25:44 (EQ) R. Bacul 26:39 (EQ) A. Gwiżdż 35:38 (EQ) M. Frączek 49:00 (EQ) B. Matczak 55:09 (EQ) |  |

| 21 października 2007 | TKH Toruń | 1:3 | Cracovia | Tor-Tor Toruń, Polska |

|  | M. Jastrzębski 55:24 (EQ) |  | M. Badžo 17:40 (EQ) P. Wajda 30:45 (PP) D. Słaboń 47:45 (EQ) |  |

| 21 października 2007 | Zagłębie Sosnowiec | 4:5 | Stoczniowiec Gdańsk | Stadion Zimowy Sosnowiec, Polska |

|  | W. Klisiak 29:47 (EQ) M. Jaros 33:17 (EQ) V. Luka 34:26 (EQ) V. Luka 53:18 (EQ) |  | 05:20 (EQ) Z. Jurásek 12:25 (EQ) Z. Jurásek 19:30 (PP) M. Urbanowicz 38:53 (SH) W. Jankowski 58:50 (PP) P. Skrzypkowski |  |

18. kolejka
| 23 października 2007 | Polonia Bytom | 2:7 | Zagłębie Sosnowiec | Lodowisko przy ul. Pułaskiego Bytom, Polska |

|  | J. Luštinec 06:43 (EQ) G. Da Costa 34:11 (EQ) |  | 04:58 (EQ) V. Luka 08:20 (EQ) M. Jaros 14:40 (EQ) K. Duszak 18:29 (EQ) T. Da Costa 39:37 (PP) A. Chabior 46:34 (EQ) M. Jaros 50:16 (EQ) M. Jaros |  |

| 23 października 2007 | Stoczniowiec Gdańsk | 2:3 D | TKH Toruń | Olivia Gdańsk, Polska |

|  | M. Łopuski 30:16 (EQ) J. Vítek 58:30 (EQ) |  | M. Mravec 38:07 (EQ) J. Dzięgiel 44:08 (EQ) J. Dołęga 64:40 (PP) |  |

| 23 października 2007 | Cracovia | 7:2 | Unia Oświęcim | Sztuczne lodowisko im. "Rocha" Kraków, Polska |

|  | R. Hlouch 12. (EQ) D. Laszkiewicz 13. (EQ) S. Witowski 15. (EQ) D. Laszkiewicz 17. (EQ) M. Badžo 24. (EQ) S. Kowalówka 32. (EQ) A. Černý 51. (EQ) |  | P. Połącarz 16. (PP) P. Połącarz 38. (EQ) |  |

| 23 października 2007 | GKS Tychy | 3:1 | Naprzód Janów | Stadion Zimowy Tychy, Polska |

|  | A. Parzyszek 43:48 (EQ) M. Garbocz 58:36 (PP) R. Bacul 59:34 (SH) |  | M. Słodczyk 24:27 (PP) |  |

| 23 października 2007 | Podhale Nowy Targ | 8:4 | KH Sanok | Miejska Hala Lodowa Nowy Targ, Polska |

|  | R. Dutka 17:43 (EQ) K. Zapała 23:38 (PP) M. Kacíř 27:54 (EQ) M. Sulka 28:43 (EQ) R. Pospíšil 32:55 (EQ) F. Bakrlík 36:37 (EQ) K. Zapała 42:21 (EQ) M. Voznik 59:27 (EQ) |  | M. Radwański 19:57 (PP) M. Mermer 21:04 (EQ) T. Demkowicz 29:14 (EQ) T. Demkowicz 50:46 (PP) |  |

### III runda
19. kolejka
| 26 października 2007 | Polonia Bytom | 2:3 | Podhale Nowy Targ | Lodowisko przy ul. Pułaskiego Bytom, Polska |

|  | J. Luštinec 03:54 (PP) J. Luštinec 30:16 (PP) |  | F. Bakrlík 11:40 (EQ) M. Baranyk 34:40 (EQ) J. Różański 52:31 (SH) |  |

| 26 października 2007 | GKS Tychy | 4:1 | KH Sanok | Stadion Zimowy Tychy, Polska |

|  | T. Proszkiewicz 05:03 (EQ) A. Parzyszek 09:43 (EQ) T. Proszkiewicz 23:20 (PP) R. Bacul 49:00 (SH) |  | O. Lauko 11:56 (PP) |  |

| 26 października 2007 | Cracovia | 4:1 | Naprzód Janów | Sztuczne lodowisko im. "Rocha" Kraków, Polska |

|  | T. Landowski 42. (EQ) L. Laszkiewicz 45. (SH) D. Laszkiewicz 50. (PP) D. Laszkiewicz 59. (EQ) |  | M. Pohl 55. (PP) |  |

| 26 października 2007 | Stoczniowiec Gdańsk | 5:3 | Unia Oświęcim | Olivia Gdańsk, Polska |

|  | J. Vítek 04:05 (PP) T. Bigos 12:57 (PP) W. Jankowski 37:48 (EQ) Z. Jurásek 47:55 (EQ) R. Škutchan 59:32 (EQ) |  | L. Minařík 26:04 (PP) M. Szewczyk 38:15 (EQ) A. Hegegy 52:07 (SH) |  |

| 26 października 2007 | Zagłębie Sosnowiec | 3:1 | TKH Toruń | Stadion Zimowy Sosnowiec, Polska |

|  | T. Bernat 01:51 (EQ) Te. Da Costa 33:23 (EQ) M. Belica 46:44 (EQ) |  | Z. Kubát 28:56 (EQ) |  |

20. kolejka
| 28 października 2007 | Polonia Bytom | 2:3 K | TKH Toruń | Lodowisko przy ul. Pułaskiego Bytom, Polska |

|  | Ł. Rutkowski 32:12 (EQ) P. Tokoš 35:50 (EQ) |  | M. Jastrzębski 30:54 (EQ) P. Bomastek 51:32 (PP) |  |

| 28 października 2007 | Unia Oświęcim | 3:2 D | Zagłębie Sosnowiec | Hala Lodowa MOSiR Oświęcim, Polska |

|  | P. Połącarz 26:23 (EQ) A. Hegegy 38:12 (PP) A. Hegegy 64:34 (PP) |  | M. Jaros 06:49 (EQ) A. Chabior 25:29 (PP) |  |

| 28 października 2007 | Naprzód Janów | 5:4 K | Stoczniowiec Gdańsk | Jantor Katowice, Polska |

|  | T. Jóźwik 10:38 (EQ) P. Gallo 43:12 (EQ) M. Pohl 45:29 (EQ) P. Gallo 46:56 (EQ) |  | R. Škutchan 04:58 (EQ) A. Kostecki 06:48 (EQ) Z. Jurásek 09:38 (EQ) M. Sowiński 43:40 (EQ) |  |

| 28 października 2007 | KH Sanok | 1:6 | Cracovia | Arena Sanok Sanok, Polska |

|  | O. Lauko 07:43 (EQ) |  | M. Badžo 14:57 (EQ) D. Słaboń 29:10 (EQ) M. Csorich 42:50 (PP) P. Wajda 49:43 (PP) M. Csorich 56:44 (SH) D. Słaboń 59:08 (EQ) |  |

| 28 października 2007 | Podhale Nowy Targ | 2:4 | GKS Tychy | Miejska Hala Lodowa Nowy Targ, Polska |

|  | M. Baranyk 02:22 (PP) M. Baranyk 20:59 (EQ) |  | M. Woźnica 27:43 (EQ) A. Parzyszek 30:52 (EQ) G. Piekarski 38:47 (EQ) R. Bacul 59:36 (EQ) |  |

21. kolejka
| 2 listopada 2007 | Polonia Bytom | 1:5 | GKS Tychy | Lodowisko przy ul. Pułaskiego Bytom, Polska |

|  | D. Kukulski 07:55 (PP) |  | M. Woźnica 11:43 (EQ) R. Bacul 21:59 (PP) M. Garbocz 24:17 (SH) T. Proszkiewicz 27:20 (PP) A. Parzyszek 31:38 (SH) |  |

| 2 listopada 2007 | Cracovia | 5:2 | Podhale Nowy Targ | Sztuczne lodowisko im. "Rocha" Kraków, Polska |

|  | D. Słaboń 11. (EQ) R. Hlouch 15. (PP) R. Hlouch 23. (EQ) ; S. Witowski 27. (EQ) M. Dubel 27. (EQ) |  | T. Malasiński 13. (PP) Z. Podlipni 50. (EQ) |  |

| 2 listopada 2007 | Stoczniowiec Gdańsk | 5:3 | KH Sanok | Olivia Gdańsk, Polska |

|  | B. Wróbel 32:56 (PP) M. Łopuski 41:47 (EQ) W. Jankowski 45:38 (EQ) R. Škutchan 51:56 (EQ) Z. Jurásek 52:11 (EQ) |  | M. Mermer 48:38 (EQ) O. Lauko 57:35 (EQ) M. Mermer 58:16 (EQ) |  |

| 2 listopada 2007 | Zagłębie Sosnowiec | 8:0 | Naprzód Janów | Stadion Zimowy Sosnowiec, Polska |

|  | K. Horný 07:48 (EQ) T. Da Costa 15:35 (EQ) V. Luka 18:29 (EQ) T. Da Costa 22:56 (PS) M. Puzio 28:46 (EQ) M. Belica 30:29 (EQ) T. Da Costa 49:39 (EQ) V. Luka 50:32 (EQ) |

| 2 listopada 2007 | TKH Toruń | 8:4 | Unia Oświęcim | Tor-Tor Toruń, Polska |

|  | J. Dzięgiel 09:49 (EQ) M. Mravec 18:09 (EQ) M. Mravec 23:55 (EQ) M. Mravec 26:47 (EQ) J. Dzięgiel 28:46 (EQ) R. Fraszko 35:07 (PP) A. Marmurowicz 41:22 (EQ) M. Mravec 53:29 (EQ) |  | P. Połącarz 17:23 (EQ) M. Kwiatek 28:17 (EQ) R. Sobała 45:32 (EQ) P. Połącarz 46:28 (EQ) |  |

22. kolejka
| 14 grudnia 2007 | Polonia Bytom | 0:3 | Unia Oświęcim | Lodowisko przy ul. Pułaskiego Bytom, Polska |

|  |  |  | P. Valušiak 16:21 (PP) M. Buček 24:59 (PP) M. Buček 48:35 (EQ) |

| 14 listopada 2007 | Naprzód Janów | 6:0 | TKH Toruń | Jantor Katowice, Polska |

|  | T. Jóźwik 05:58 (EQ) A. Gretka 16:12 (EQ) M. Zaťko 22:00 (EQ) M. Słodczyk 27:38 (EQ) M. Gryc 42:48 (EQ) T. Jóźwik 52:41 (EQ) |

| 14 listopada 2007 | KH Sanok | 0:3 | Zagłębie Sosnowiec | Arena Sanok Sanok, Polska |

|  |  |  | 09:42 (PP) J. Rutkowski 26:04 (PP) A. Labryga 50:47 (EQ) V. Luka |

| 14 listopada 2007 | Stoczniowiec Gdańsk | 4:2 | Podhale Nowy Targ | Olivia Gdańsk, Polska |

|  | A. Kostecki 10:27 (EQ) M. Rompkowski 13:52 (EQ) W. Jankowski 49:34 (EQ) J. Vítek 59:38 (EQ) |  | R. Sroka 22:42 (PP) J. Różański 26:42 (EQ) |  |

| 14 listopada 2007 | GKS Tychy | 1:2 | Cracovia | Stadion Zimowy Tychy, Polska |

|  | P. Sarnik 19:26 (PP) |  | L. Laszkiewicz 13:04 (PP) D. Spirin 26:35 (PP) |  |

23. kolejka
| 16 listopada 2007 | Polonia Bytom | 1:3 | Cracovia | Lodowisko przy ul. Pułaskiego Bytom, Polska |

|  | D. Kukulski 44:55 (EQ) |  | R. Hlouch 27:30 (SH) G. Pasiut 41:01 (EQ) L. Laszkiewicz 42:26 (PP) |  |

| 16 listopada 2007 | Stoczniowiec Gdańsk | 3:2 | GKS Tychy | Olivia Gdańsk, Polska |

|  | M. Furo 18:35 (EQ) M. Łopuski 20:58 (EQ) M. Urbanowicz 57:04 (EQ) |  | P. Sarnik 13:19 (EQ) P. Sarnik 24:48 (EQ) |  |

| 16 listopada 2007 | Zagłębie Sosnowiec | 1:7 | Podhale Nowy Targ | Stadion Zimowy Sosnowiec, Polska |

|  | A. Holík 30:51 (PP) |  | M. Baranyk 07:39 (EQ) M. Baranyk 11:13 (EQ) M. Kacíř 14:05 (SH) R. Sroka 19:12 (PP) M. Kacíř 36:45 (PP) M. Baranyk 38:13 (EQ) M. Kacíř 48:52 (EQ) |  |

| 16 listopada 2007 | TKH Toruń | 4:2 | KH Sanok | Tor-Tor Toruń, Polska |

|  | R. Fraszko 18:18 (EQ) J. Dołęga 22:14 (PP) M. Wieczorek 27:31 (EQ) J. Dołęga 39:42 (PP) |  | O. Lauko 17:06 (EQ) P. Melicherčík 32:47 (PP) |  |

| 16 listopada 2007 | Unia Oświęcim | 2:6 | Naprzód Janów | Hala Lodowa MOSiR Oświęcim, Polska |

|  | P. Valušiak 10:55 (PP) M. Kwiatek 53:36 (EQ) |  | M. Pohl 06:02 (EQ) W. Wojtarowicz 08:08 (EQ) M. Zaťko 09:57 (SH) W. Stachura 27:44 (PP) M. Pohl 51:58 (EQ) W. Wojtarowicz 55:28 (EQ) |  |

24. kolejka
| 18 listopada 2007 | Polonia Bytom | 0:2 | Naprzód Janów | Lodowisko przy ul. Pułaskiego Bytom, Polska |

|  |  |  | W. Stachura 17:50 (EQ) W. Wojtarowicz 59:01 (EQ) |

| 18 listopada 2007 | KH Sanok | 6:3 | Unia Oświęcim | Arena Sanok Sanok, Polska |

|  | O. Lauko 01:03 (PP) O. Lauko 14:40 (EQ) M. Radwański 15:52 (EQ) W. Milan 25:40 (PP) P. Melicherčík 49:30 (EQ) M. Mermer 51:56 (EQ) |  | P. Valušiak 10:54 (EQ) M. Modrzejewski 13:42 (SH) P. Valušiak 19:20 (EQ) |  |

| 18 listopada 2007 | Podhale Nowy Targ | 6:2 | TKH Toruń | Miejska Hala Lodowa Nowy Targ, Polska |

|  | M. Voznik 05:15 (EQ) K. Zapała 25:50 (PP) M. Kacíř 31:37 (EQ) R. Pospíšil 37:16 (EQ) Z. Podlipni 48:42 (EQ) M. Baranyk 51:17 (EQ) |  | M. Mravec 20:33 (PP) J. Dołęga 33:22 (PP) |  |

| 18 listopada 2007 | GKS Tychy | 3:4 | Zagłębie Sosnowiec | Stadion Zimowy Tychy, Polska |

|  | T. Wołkowicz 12:25 (PP) M. Garbocz 52:49 (EQ) T. Wołkowicz 58:23 (EQ) |  | 14:46 (EQ) V. Luka 26:13 (EQ) V. Luka 49:43 (EQ) K. Horný 59:38 (EQ) M. Belica |  |

| 18 listopada 2007 | Cracovia | 6:5 | Stoczniowiec Gdańsk | Sztuczne lodowisko im. "Rocha" Kraków, Polska |

|  | D. Słaboń 00:29 (EQ) D. Laszkiewicz 15:13 (PP) G. Pasiut 18:30 (EQ) G. Pasiut 35:32 (SH) L. Laszkiewicz 40:28 (PP) F. Drzewiecki 47:08 (EQ) |  | J. Vítek 06:28 (EQ) M. Łopuski 39:29 (EQ) M. Łopuski 52:15 (SH) A. Kostecki 56:02 (PP) J. Vítek 57:30 (PP) |  |

25. kolejka
| 23 listopada 2007 | Stoczniowiec Gdańsk | 2:3 pd. | Polonia Bytom | Olivia Gdańsk, Polska |

|  | M. Furo 27:49 (EQ) O. Prokop 44:28 (PP) |  | 08:25 (EQ) D. Mračka 59:35 (EQ) J. Luštinec 62:20 (PP) P. Urban |  |

| 23 listopada 2007 | Zagłębie Sosnowiec | 1:4 | Cracovia | Stadion Zimowy Sosnowiec, Polska |

|  | V. Luka 30:53 (EQ) |  | 01:30 (EQ) R. Hlouch 36:02 (EQ) D. Laszkiewicz 44:17 (EQ) G. Pasiut 57:54 (EQ) M. Piotrowski |  |

| 23 listopada 2007 | GKS Tychy | 3:2 D | TKH Toruń | Stadion Zimowy Tychy, Polska |

|  | P. Sarnik 00:33 (EQ) M. Justka 00:53 (EQ) M. Garbocz 64:21 (EQ) |  | M. Jastrzębski 27:51 (EQ) V. Búřil 43:45 (PP) |  |

| 23 listopada 2007 | Unia Oświęcim | 3:5 | Podhale Nowy Targ | Hala Lodowa MOSiR Oświęcim, Polska |

|  | P. Połącarz 27:23 (EQ) M. Szewczyk 28:11 (EQ) A. Hegegy 36:32 (EQ) |  | R. Dutka 08:32 (EQ) F. Bakrlík 25:00 (EQ) M. Voznik 39:02 (EQ) J. Różański 52:41 (EQ) F. Bakrlík 59:26 (EQ) |  |

| 23 listopada 2007 | Naprzód Janów | 5:4 | KH Sanok | Jantor Katowice, Polska |

|  | M. Zaťko 08:41 (PP) R. Sobała 13:26 (EQ) M. Pohl 31:38 (EQ) R. Sobała 35:27 (EQ) T. Jóźwik 46:19 (PP) |  | T. Demkowicz 07:25 (PP) R. Kostecki 22:33 (EQ) W. Milan 23:50 (PP) P. Melicherčík 39:07 (EQ) |  |

26. kolejka
| 25 listopada 2007 | Polonia Bytom | 3:1 | KH Sanok | Lodowisko przy ul. Pułaskiego Bytom, Polska |

|  | D. Mračka 04:49 (PP) Ł. Rutkowski 35:59 (EQ) P. Garbarczyk 51:03 (EQ) |  | A. Maciejko 58:34 (EQ) |  |

| 25 listopada 2007 | Podhale Nowy Targ | 0:3 | Naprzód Janów | Miejska Hala Lodowa Nowy Targ, Polska |

|  |  |  | M. Pohl 28:08 (EQ) T. Jóźwik 37:53 (EQ) M. Koszowski 59:49 (EQ) |

| 25 listopada 2007 | GKS Tychy | 9:0 | Unia Oświęcim | Stadion Zimowy Tychy, Polska |

|  | T. Proszkiewicz 06:21 (EQ) P. Sarnik 10:31 (EQ) M. Jakubik 13:48 (EQ) B. Gawlina 15:08 (EQ) Ł. Sokół 15:48 (EQ) B. Gawlina 19:48 (PP) M. Woźnica 29:17 (PP) M. Woźnica 43:37 (EQ) M. Woźnica 59:20 (PP) |

| 25 listopada 2007 | Cracovia | 4:1 | TKH Toruń | Sztuczne lodowisko im. "Rocha" Kraków, Polska |

|  | Mi. Piotrowski 2. (EQ) D. Laszkiewicz 11. (EQ) G. Pasiut 47. (PP) F. Drzewiecki 52. (EQ) |  | V. Búřil 60. (EQ) |  |

| 25 listopada 2007 | Stoczniowiec Gdańsk | 5:4 | Zagłębie Sosnowiec | Olivia Gdańsk, Polska |

|  | W. Jankowski 10:28 (EQ) Z. Jurásek 29:43 (EQ) R. Škutchan 41:53 (PP) M. Rompkowski 44:25 (EQ) M. Urbanowicz 56:56 (EQ) |  | 20:55 (EQ) K. Horný 24:19 (EQ) V. Luka 25:59 (EQ) M. Puzio 26:49 (EQ) W. Klisiak |  |

27. kolejka
| 27 listopada 2007 | Zagłębie Sosnowiec | 4:3 | Polonia Bytom | Stadion Zimowy Sosnowiec, Polska |

|  | Michal Belica 03:15 (EQ) K. Horný 35:18 (PP) J. Gabryś 49:57 (PP) Michal Belica 58:43 (EQ) |  | D. Kukulski 28:41 (EQ) K. Kuźniecow 36:09 (PP) K. Kuźniecow 50:43 (EQ) |  |

| 27 listopada 2007 | TKH Toruń | 4:2 | Stoczniowiec Gdańsk | Tor-Tor Toruń, Polska |

|  | J. Dołęga 20:25 (EQ) Ł. Chrzanowski 26:52 (EQ) M. Jastrzębski 28:17 (EQ) P. Bomastek 59:44 (EQ) |  | J. Rzeszutko 20:46 (EQ) M. Urbanowicz 31:50 (PP) |  |

| 27 listopada 2007 | Unia Oświęcim | 1:12 | Cracovia | Hala Lodowa MOSiR Oświęcim, Polska |

|  | M. Buček 32:44 (PP) |  | J. Kuc 07:01 (PP) D. Słaboń 11:18 (EQ) D. Słaboń 23:42 (EQ) P. Noworyta 25:54 (EQ) L. Laszkiewicz 26:50 (EQ) F. Drzewiecki 27:18 (EQ) S. Kowalówka 35:06 (EQ) D. Słaboń 38:18 (EQ) M. Piotrowski 39:05 (EQ) S. Urban 43:23 (EQ) L. Laszkiewicz 44:35 (EQ) S. Kowalówka 46:11 (EQ) |  |

| 27 listopada 2007 | Naprzód Janów | 1:7 | GKS Tychy | Jantor Katowice, Polska |

|  | M. Słodczyk 16:56 (EQ) |  | M. Jakubik 12:49 (EQ) T. Wołkowicz 22:06 (PP) T. Proszkiewicz 23:12 (EQ) T. Wołkowicz 32:22 (EQ) M. Garbocz 38:28 (PP) M. Woźnica 38:42 (EQ) B. Gawlina 41:01 (EQ) |  |

| 27 listopada 2007 | KH Sanok | 3:4 D | Podhale Nowy Targ | Arena Sanok Sanok, Polska |

|  | W. Milan 18:20 (EQ) P. Melicherčík 39:20 (PP) M. Mermer 44:09 (EQ) |  | M. Voznik 25:58 (PP) F. Bakrlík 29:15 (EQ) M. Baranyk 50:33 (EQ) M. Baranyk 63:56 (PP) |  |

### IV runda
28. kolejka
| 30 listopada 2007 | Polonia Bytom | 3:5 | Podhale Nowy Targ | Lodowisko przy ul. Pułaskiego Bytom, Polska |

|  | Ł. Rutkowski 06:54 (EQ) K. Vantura 24:19 (EQ) J. Luštinec 33:19 (EQ) |  | J. Różański 32:24 (PP) M. Baranyk 38:07 (EQ) F. Bakrlík 50:47 (EQ) F. Bakrlík 51:55 (EQ) J. Różański 59:40 (EQ) |  |

| 30 listopada 2007 | KH Sanok | 2:5 | GKS Tychy | Arena Sanok Sanok, Polska |

|  | Ľ. Caban 23:30 (PP) M. Radwański 35:02 (PP) |  | M. Jakubik 12:53 (SH) T. Wołkowicz 14:10 (EQ) T. Proszkiewicz 26:40 (PP) S. Gonera 37:32 (EQ) P. Sarnik 59:23 (EQ) |  |

| 29 listopada 2007 | Naprzód Janów | 3:4 K | Cracovia | Jantor Katowice, Polska |

|  | A. Gretka 00:38 (EQ) A. Gretka 06:06 (PP) M. Słodczyk 18:04 (PP) |  | R. Hlouch 05:05 (EQ) D. Laszkiewicz 15:36 (PP) Michał Piotrowski 24:27 (PP) |  |

| 30 listopada 2007 | Unia Oświęcim | 3:4 | Stoczniowiec Gdańsk | Hala Lodowa MOSiR Oświęcim, Polska |

|  | M. Buček 07:15 (PP) M. Ryczko 36:14 (EQ) M. Buček 47:49 (SH) |  | Z. Jurásek 18:22 (PP) J. Vítek 23:12 (PP) J. Rzeszutko 44:11 (EQ) A. Kostecki 58:21 (EQ) |  |

| 30 listopada 2007 | TKH Toruń | 1:2 | Zagłębie Sosnowiec | Tor-Tor Toruń, Polska |

|  | R. Verčík 06:08 (EQ) |  | W. Klisiak 15:23 (PP) M. Puzio 43:17 (EQ) |  |

29. kolejka
| 2 grudnia 2007 | Polonia Bytom | 2:4 | TKH Toruń | Lodowisko przy ul. Pułaskiego Bytom, Polska |

|  | P. Garbarczyk 06:07 (PP) K. Kuźniecow 21:54 (EQ) |  | J. Dołęga 02:55 (EQ) A. Marmurowicz 05:44 (PP) M. Musil 12:42 (EQ) P. Bomastek 57:53 (PP) |  |

| 2 grudnia 2007 | Zagłębie Sosnowiec | 6:1 | Unia Oświęcim | Stadion Zimowy Sosnowiec, Polska |

|  | V. Luka 02:01 (PP) M. Kotuła 08:35 (EQ) T. Da Costa 21:45 (EQ) M. Belica 26:19 (EQ) M. Jaros 27:39 (EQ) V. Luka 59:22 (EQ) |  | 45:57 (SH) M. Modrzejewski |  |

| 2 grudnia 2007 | Stoczniowiec Gdańsk | 4:2 | Naprzód Janów | Olivia Gdańsk, Polska |

|  | M. Smeja 10:04 (EQ) J. Rzeszutko 22:12 (EQ) R. Škutchan 23:56 (EQ) Z. Jurásek 57:59 (EQ) |  | M. Gryc 18:13 (PP) T. Jóźwik 54:46 (PP) |  |

| 2 grudnia 2007 | Cracovia | 4:1 | KH Sanok | Sztuczne lodowisko im. "Rocha" Kraków, Polska |

|  | J. Kuc 28:12 (PP) M. Csorich 30:13 (EQ) S. Witowski 36:05 (EQ) L. Laszkiewicz 47:49 (EQ) |  | M. Radwański 48:59 (EQ) |  |

| 2 grudnia 2007 | GKS Tychy | 2:3 K | Podhale Nowy Targ | Stadion Zimowy Tychy, Polska |

|  | S. Krzak 41:42 (EQ) K. Śmiełowski 57:55 (EQ) |  | J. Różański 44:19 (EQ) J. Różański 49:15 (EQ) |  |

30. kolejka
| 4 grudnia 2007 | Polonia Bytom | 2:6 | GKS Tychy | Lodowisko przy ul. Pułaskiego Bytom, Polska |

|  | P. Garbarczyk 30:08 (EQ) K. Kuźniecow 47:27 (PP) |  | P. Sarnik 06:21 (PP) A. Bagiński 08:15 (EQ) T. Proszkiewicz 09:32 (EQ) T. Proszkiewicz 22:36 (PP) M. Garbocz 27:02 (PP) A. Bagiński 35:45 (EQ) |  |

| 4 grudnia 2007 | Podhale Nowy Targ | 3:5 | Cracovia | Miejska Hala Lodowa Nowy Targ, Polska |

|  | M. Baranyk 41:48 (EQ) D. Łyszczarczyk 46:35 (EQ) F. Bakrlík 47:15 (EQ) |  | D. Laszkiewicz 01:55 (PP) R. Hlouch 02:39 (EQ) M. Csorich 32:34 (PP) R. Hlouch 33:53 (EQ) G. Pasiut 47:39 (EQ) |  |

| 4 grudnia 2007 | KH Sanok | 5:1 | Stoczniowiec Gdańsk | Arena Sanok Sanok, Polska |

|  | P. Ciepły 08:33 (EQ) P. Melicherčík 11:17 (EQ) M. Ćwikła 13:16 (EQ) M. Radwański 22:36 (EQ) A. Maciejko 56:51 (EQ) |  | J. Rzeszutko 03:07 (EQ) |  |

| 4 grudnia 2007 | Naprzód Janów | 7:5 | Zagłębie Sosnowiec | Jantor Katowice, Polska |

|  | M. Zaťko 06:59 (PP) M. Słodczyk 09:04 (EQ) A. Kowalówka 12:00 (EQ) W. Wojtarowicz 19:58 (EQ) M. Zaťko 29:45 (PP) W. Stachura 31:15 (PP) M. Słodczyk 47:34 (EQ) |  | A. Holík 11:28 (EQ) T. Da Costa 18:29 (SH) A. Ślusarczyk 29:16 (SH) R. Twardy 57:36 (EQ) T. Da Costa 59:02 (PP) |  |

| 4 grudnia 2007 | Unia Oświęcim | 2:7 | TKH Toruń | Hala Lodowa MOSiR Oświęcim, Polska |

|  | L. Minařík 02:00 (EQ) P. Flašar 17:28 (EQ) |  | P. Bomastek 00:15 (EQ) V. Búřil 14:51 (EQ) A. Marmurowicz 23:38 (PP) M. Mravec 41:18 (EQ) M. Jastrzębski 41:52 (EQ) P. Bomastek 46:08 (EQ) R. Verčík 57:15 (EQ) |  |

31. kolejka
| 7 grudnia 2007 | Polonia Bytom | 5:1 | Unia Oświęcim | Lodowisko przy ul. Pułaskiego Bytom, Polska |

|  | B. Salamon 02:34 (EQ) P. Garbarczyk 16:48 (EQ) Ł. Rutkowski 47:35 (PP) D. Kukulski 50:22 (EQ) J. Luštinec 51:30 (EQ) |  | A. Hegegy 37:37 (EQ) |  |

| 7 grudnia 2007 | TKH Toruń | 6:1 | Naprzód Janów | Tor-Tor Toruń, Polska |

|  | M. Jastrzębski 04:12 (EQ) R. Cychowski 05:25 (PP) R. Cychowski 17:55 (PP) M. Jastrzębski 30:08 (EQ) A. Marmurowicz 39:59 (EQ) R. Verčík 54:51 (EQ) |  | M. Zaťko 39:59 (EQ) |  |

| 7 grudnia 2007 | Zagłębie Sosnowiec | 2:1 pd. | KH Sanok | Stadion Zimowy Sosnowiec, Polska |

|  | V. Luka 44:20 (EQ) W. Klisiak 60:06 (EQ) |  | 56:03 (EQ) O. Lauko |  |

| 7 grudnia 2007 | Podhale Nowy Targ | 1:6 | Stoczniowiec Gdańsk | Miejska Hala Lodowa Nowy Targ, Polska |

|  | M. Voznik 23:18 (EQ) |  | R. Škutchan 02:51 (EQ) J. Rzeszutko 03:16 (EQ) R. Škutchan 15:34 (EQ) J. Vítek 42:38 (EQ) J. Vítek 44:56 (EQ) M. Sowiński 48:08 (EQ) |  |

| 7 grudnia 2007 | Cracovia | 0:4 | GKS Tychy | Sztuczne lodowisko im. "Rocha" Kraków, Polska |

|  |  |  | R. Bacul 05:59 (PP) M. Jakubik 11:58 (EQ) B. Gawlina 38:20 (EQ) P. Sarnik 40:29 (EQ) |

32. kolejka
| 19 grudnia 2007 | Polonia Bytom | 1:4 | Cracovia | Lodowisko przy ul. Pułaskiego Bytom, Polska |

|  | J. Luštinec 34:42 (EQ) |  | R. Hlouch 08:29 (EQ) G. Pasiut 10:26 (EQ) M. Badžo 49:51 (EQ) L. Laszkiewicz 53:20 (EQ) |  |

| 19 grudnia 2007 | GKS Tychy | 5:1 | Stoczniowiec Gdańsk | Stadion Zimowy Tychy, Polska |

|  | A. Parzyszek 02:51 (EQ) M. Woźnica 12:42 (EQ) A. Parzyszek 24:25 (EQ) A. Parzyszek 36:18 (SH) A. Parzyszek 53:55 (EQ) |  | B. Leśniak 36:30 (PP) |  |

| 19 grudnia 2007 | Podhale Nowy Targ | 5:2 | Zagłębie Sosnowiec | Miejska Hala Lodowa Nowy Targ, Polska |

|  | K. Zapała 10:56 (EQ) F. Bakrlík 43:58 (EQ) J. Różański 44:26 (EQ) F. Bakrlík 47:50 (EQ) F. Bakrlík 50:09 (EQ) |  | T. Da Costa 13:07 (PP) W. Klisiak 58:29 (PP) |  |

| 19 grudnia 2007 | KH Sanok | 1:3 | TKH Toruń | Arena Sanok Sanok, Polska |

|  | W. Milan 47:16 (EQ) |  | R. Verčík 06:48 (EQ) P. Bomastek 54:18 (EQ) P. Bomastek 58:04 (EQ) |  |

| 19 grudnia 2007 | Naprzód Janów | 6:2 | Unia Oświęcim | Jantor Katowice, Polska |

|  | P. Tabaček 07:33 (EQ) W. Stachura 08:47 (EQ) T. Jóźwik 19:34 (EQ) W. Stachura 35:17 (EQ) W. Stachura 46:02 (EQ) P. Gallo 48:29 (EQ) |  | M. Buček 04:04 (PP) M. Buček 42:28 (PP) |  |

33. kolejka
| 21 grudnia 2007 | Naprzód Janów | 3:1 | Polonia Bytom | Jantor Katowice, Polska |

|  | M. Koszowski 32:09 (EQ) T. Jóźwik 53:43 (EQ) W. Wojtarowicz 58:48 (EQ) |  | J. Luštinec 38:56 (EQ) |  |

| 21 grudnia 2007 | Unia Oświęcim | 4:5 D | KH Sanok | Hala Lodowa MOSiR Oświęcim, Polska |

|  | P. Valušiak 07:31 (PP) M. Obstarczyk 18:19 (PP) G. Maj 28:01 (SH) P. Valušiak 29:30 (EQ) |  | M. Radwański 23:01 (EQ) B. Rąpała 36:04 (PP) T. Demkowicz 39:17 (EQ) M. Ćwikła 46:01 (EQ) O. Lauko 60:54 (EQ) |  |

| 21 grudnia 2007 | TKH Toruń | 3:5 | Podhale Nowy Targ | Tor-Tor Toruń, Polska |

|  | R. Verčík 14:57 (PP) Z. Kubát 19:52 (PP) V. Búřil 33:59 (EQ) |  | M. Voznik 12:27 (PP) R. Dutka 16:45 (EQ) R. Sroka 22:11 (PP) K. Zapała 45:23 (EQ) J. Różański 52:45 (PP) |  |

| 21 grudnia 2007 | Zagłębie Sosnowiec | 2:1 | GKS Tychy | Stadion Zimowy Sosnowiec, Polska |

|  | T. Kozłowski 10:48 (EQ) M. Jaros 39:59 (EQ) |  | S. Krzak 26:49 (PP) |  |

| 21 grudnia 2007 | Stoczniowiec Gdańsk | 4:3 D | Cracovia | Olivia Gdańsk, Polska |

|  | M. Rompkowski 06:40 (PP) J. Vítek 14:33 (EQ) R. Škutchan 47:31 (EQ) M. Furo 61:56 (EQ) |  | S. Witowski 04:11 (PP) M. Badžo 43:32 (EQ) S. Witowski 55:33 (EQ) |  |

34. kolejka
| 23 grudnia 2007 | Polonia Bytom | 3:4 pk. | Stoczniowiec Gdańsk | Lodowisko przy ul. Pułaskiego Bytom, Polska |

|  | G. Da Costa 03:39 (PP) Ł. Rutkowski 27:36 (EQ) K. Kuźniecow 45:11 (EQ) |  | 21:08 (PP) R. Škutchan 27:14 (EQ) J. Vítek 43:16 (EQ) J. Vítek |  |

| 23 grudnia 2007 | Cracovia | 5:4 pk. | Zagłębie Sosnowiec | Sztuczne lodowisko im. "Rocha" Kraków, Polska |

|  | F. Drzewiecki 31:33 (PP) J. Kłys 32:13 (EQ) R. Hlouch 33:13 (EQ) L. Laszkiewicz 49:21 (EQ) |  | 01:49 (EQ) T. Bernat 38:35 (EQ) V. Luka 49:04 (EQ) M. Jaros 52:13 (EQ) M. Jaros |  |

| 23 grudnia 2007 | GKS Tychy | 3:1 | TKH Toruń | Stadion Zimowy Tychy, Polska |

|  | A. Bagiński 13:11 (EQ) P. Sarnik 23:17 (EQ) M. Garbocz 32:07 (EQ) |  | A. Marmurowicz 51:27 (EQ) |  |

| 23 grudnia 2007 | Podhale Nowy Targ | 10:3 | Unia Oświęcim | Miejska Hala Lodowa Nowy Targ, Polska |

|  | F. Bakrlík 05:14 (EQ) Z. Podlipni 09:02 (EQ) F. Bakrlík 11:24 (EQ) J. Różański 13:21 (PP) R. Sroka 16:15 (EQ) K. Zapała 20:12 (EQ) T. Malasiński 39:17 (EQ) M. Voznik 41:52 (EQ) J. Różański 46:38 (PP) K. Zapała 56:20 (SH) |  | M. Szewczyk 35:39 (EQ) M. Szewczyk 40:24 (EQ) M. Szewczyk 44:56 (EQ) |  |

| 23 grudnia 2007 | KH Sanok | 5:3 | Naprzód Janów | Arena Sanok Sanok, Polska |

|  | T. Demkowicz 01:39 (EQ) Ľ. Caban 12:10 (EQ) R. Kostecki 17:40 (EQ) P. Melicherčík 37:59 (EQ) O. Lauko 56:16 (EQ) |  | M. Słodczyk 03:36 (EQ) P. Gallo 29:33 (PP) W. Stachura 56:32 (EQ) |  |

35. kolejka
| 4 stycznia 2008 | Polonia Bytom | 4:5 | KH Sanok | Lodowisko przy ul. Pułaskiego Bytom, Polska |

|  | K. Kuźniecow 25:48 (EQ) P. Garbarczyk 36:27 (EQ) A. Banaszczak 39:47 (PP) P. Tokoš 52:21 (PP) |  | M. Radwański 10:26 (PP) A. Maciejko 13:47 (EQ) M. Mermer 21:22 (EQ) M. Ćwikła 31:39 (PP) M. Mermer 50:21 (SH) |  |

| 4 stycznia 2008 | Naprzód Janów | 3:1 | Podhale Nowy Targ | Jantor Katowice, Polska |

|  | T. Jóźwik 01:10 (PP) R. Sobała 22:53 (EQ) T. Jóźwik 50:25 (EQ) |  | M. Voznik 05:13 (PP) |  |

| 4 stycznia 2008 | Unia Oświęcim | 1:5 | GKS Tychy | Hala Lodowa MOSiR Oświęcim, Polska |

|  | M. Modrzejewski 21:19 (PP) |  | A. Parzyszek 12:27 (EQ) M. Garbocz 23:34 (SH) Ł. Sokół 26:45 (PP) K. Śmiełowski 35:12 (PP) B. Gawlina 57:44 (EQ) |  |

| 4 stycznia 2008 | TKH Toruń | 4:3 | Cracovia | Tor-Tor Toruń, Polska |

|  | M. Mravec 00:20 (EQ) P. Bomastek 09:13 (EQ) V. Búřil 12:38 (EQ) R. Verčík 35:53 (EQ) |  | M. Dulęba 21:43 (PP) R. Hlouch 26:25 (PP) M. Csorich 36:37 (EQ) |  |

| 4 stycznia 2008 | Zagłębie Sosnowiec | 4:2 | Stoczniowiec Gdańsk | Stadion Zimowy Sosnowiec, Polska |

|  | T. Bernat 11:40 (PP) T. Da Costa 26:06 (EQ) R. Twardy 52:01 (EQ) M. Puzio 52:57 (EQ) |  | M. Furo 43:22 (SH) P. Skrzypkowski 56:18 (PP) |  |

36. kolejka
| 6 stycznia 2008 | Polonia Bytom | 4:6 | Zagłębie Sosnowiec | Lodowisko przy ul. Pułaskiego Bytom, Polska |

|  | Ł. Rutkowski 21:42 (EQ) K. Kuźniecow 32:01 (EQ) K. Kuźniecow 49:55 (EQ) P. Tokoš 54:46 (EQ) |  | R. Twardy 13:42 (PP) P. Dronia 42:10 (EQ) A. Ślusarczyk 43:33 (EQ) K. Horný 45:24 (PP) J. Gabryś 51:09 (EQ) T. Bernat 57:12 (EQ) |  |

| 6 stycznia 2008 | Stoczniowiec Gdańsk | 6:4 | TKH Toruń | Olivia Gdańsk, Polska |

|  | W. Jankowski 11:28 (EQ) Z. Jurásek 23:01 (PP) R. Škutchan 26:42 (PP) M. Furo 48:11 (PP) R. Škutchan 52:17 (PP) M. Urbanowicz 59:07 (EQ) |  | R. Cychowski 09:14 (EQ) M. Mravec 19:16 (EQ) P. Bomastek 42:52 (EQ) B. Dąbkowski 47:28 (PP) |  |

| 6 stycznia 2008 | Cracovia | 4:1 | Unia Oświęcim | Sztuczne lodowisko im. "Rocha" Kraków, Polska |

|  | G. Pasiut 01:03 (PP) R. Hlouch 14:32 (PP) M. Badžo 23:40 (PP) F. Drzewiecki 46:57 (EQ) |  | M. Buček 13:22 (SH) |  |

| 6 stycznia 2008 | GKS Tychy | 4:2 | Naprzód Janów | Stadion Zimowy Tychy, Polska |

|  | M. Woźnica 13:39 (EQ) A. Parzyszek 44:26 (PP) M. Garbocz 51:23 (EQ) A. Parzyszek 59:59 (EQ) |  | W. Stachura 15:17 (EQ) Ł. Elżbieciak 38:37 (EQ) |  |

| 6 stycznia 2008 | Podhale Nowy Targ | 3:6 | KH Sanok | Miejska Hala Lodowa Nowy Targ, Polska |

|  | M. Sulka 22:02 (EQ) M. Voznik 25:35 (PP) K. Zapała 45:45 (EQ) |  | M. Mermer 06:32 (PP) M. Ćwikła 32:29 (EQ) M. Mermer 42:38 (EQ) M. Radwański 45:27 (EQ) A. Maciejko 50:54 (EQ) M. Biały 52:12 (EQ) |  |

## II etap

### Grupa mocniejsza

#### I runda
1. kolejka
| 8 stycznia 2008 | Cracovia | 8:4 | Naprzód Janów | Sztuczne lodowisko im. "Rocha" Kraków, Polska |

|  | S. Kowalówka 09:00 (PP) R. Hlouch 23:02 (PP) S. Witowski 24:52 (EQ) M. Piotrowski 31:14 (EQ) L. Laszkiewicz 40:12 (EQ) M. Piotrowski 40:31 (EQ) T. Landowski 45:12 (PP) M. Dubel 45:49 (EQ) |  | M. Zaťko 05:08 (SH) M. Zaťko 29:42 (EQ) P. Tabaček 35:03 (SH) M. Słodczyk 53:47 (EQ) |  |

| 8 stycznia 2008 | GKS Tychy | 6:4 | Podhale Nowy Targ | Stadion Zimowy Tychy, Polska |

|  | A. Parzyszek 11:19 (PP) K. Śmiełowski 15:02 (PP) T. Jakeš 25:30 (PP) B. Gawlina 27:47 (EQ) S. Gonera 35:42 (EQ) M. Jakubik 39:30 (EQ) |  | J. Różański 08:56 (PP) F. Bakrlík 13:45 (PP) M. Priechodský 19:55 (EQ) R. Sroka 53:43 (EQ) |  |

| 8 stycznia 2008 | Zagłębie Sosnowiec | 4:1 | Stoczniowiec Gdańsk | Stadion Zimowy Sosnowiec, Polska |

|  | K. Horný 21:22 (EQ) A. Ślusarczyk 30:05 (PP) T. Kozłowski 30:49 (EQ) Ł. Zachariasz 32:11 (EQ) |  | M. Furo 31:22 (EQ) |  |

2. kolejka
| 11 stycznia 2008 | Naprzód Janów | 3:1 | Stoczniowiec Gdańsk | Jantor Katowice, Polska |

|  | T. Jóźwik 02:29 (PP) M. Słodczyk 17:58 (EQ) A. Kowalówka 53:20 (PP) |  | M. Smeja 50:40 (EQ) |  |

| 11 stycznia 2008 | Podhale Nowy Targ | 3:2 pd. | Zagłębie Sosnowiec | Miejska Hala Lodowa Nowy Targ, Polska |

|  | J. Różański 28:13 (EQ) M. Kacíř 35:30 (PP) K. Zapała 62:30 (PP) |  | 14:59 (EQ) W. Klisiak 31:23 (EQ) V. Luka |  |

| 11 stycznia 2008 | Cracovia | 1:3 | GKS Tychy | Sztuczne lodowisko im. "Rocha" Kraków, Polska |

|  | S. Kowalówka 07:56 (EQ) |  | M. Woźnica 30:56 (PP) P. Sarnik 37:18 (EQ) A. Bagiński 50:52 (EQ) |  |

3. kolejka
| 13 stycznia 2008 | GKS Tychy | 4:1 | Naprzód Janów | Stadion Zimowy Tychy, Polska |

|  | B. Matczak 01:57 (EQ) T. Wołkowicz 09:45 (PP) K. Śmiełowski 21:48 (EQ) T. Proszkiewicz 36:06 (SH) |  | T. Jóźwik 33:40 (EQ) |  |

| 13 stycznia 2008 | Zagłębie Sosnowiec | 2:1 | Cracovia | Stadion Zimowy Sosnowiec, Polska |

|  | M. Jaros 23:05 (SH) T. Da Costa 25:42 (EQ) |  | M. Csorich 48:31 (PP) |  |

| 13 stycznia 2008 | Stoczniowiec Gdańsk | 5:3 | Podhale Nowy Targ | Olivia Gdańsk, Polska |

|  | M. Urbanowicz 01:04 (EQ) M. Furo 48:08 (EQ) M. Strużyk 50"20 (EQ) J. Rzeszutko 52:48 (SH) M. Urbanowicz 56:36 (EQ) |  | J. Różański 05:54 (EQ) J. Różański 12:53 (EQ) K. Zapała 47:31 (EQ) |  |

4. kolejka
| 18 stycznia 2008 | Naprzód Janów | 1:5 | Podhale Nowy Targ | Jantor Katowice, Polska |

|  | T. Jóźwik 57:52 (PP) |  | M. Kacíř 04:28 (EQ) J. Różański 29:26 (EQ) J. Różański 31:10 (EQ) M. Kacíř 36:35 (SH) Z. Podlipni 58:34 (EQ) |  |

| 18 stycznia 2008 | Cracovia | 6:0 | Stoczniowiec Gdańsk | Sztuczne lodowisko im. "Rocha" Kraków, Polska |

|  | F. Drzewiecki 19:28 (EQ) R. Verčík 19:48 (EQ) M. Piotrowski 20:51 (EQ) G. Pasiut 31:54 (PP) J. Mihálik 55:42 (EQ) S. Kowalówka 59:28 (EQ) |

| 18 stycznia 2008 | GKS Tychy | 5:2 | Zagłębie Sosnowiec | Stadion Zimowy Tychy, Polska |

|  | P. Sarnik 30:52 (EQ) Ł. Mejka 45:46 (SH) S. Gonera 46:56 (EQ) P. Sarnik 51:36 (EQ) S. Krzak 58:08 (PP) |  | A. Holík 10:23 (EQ) M. Puzio 48:22 (PP) |  |

5. kolejka
| 20 stycznia 2008 | Zagłębie Sosnowiec | 6:1 | Naprzód Janów | Stadion Zimowy Sosnowiec, Polska |

|  | V. Luka 01:58 (EQ) Ł. Zachariasz 26:41 (EQ) K. Horný 28:12 (PP) R. Twardy 39:12 (EQ) W. Klisiak 43:34 (EQ) V. Luka 48:41 (EQ) |  | 08:37 (PP) P. Gallo |  |

| 20 stycznia 2008 | Stoczniowiec Gdańsk | 4:5 K | GKS Tychy | Olivia Gdańsk, Polska |

|  | R. Škutchan 00:10 (EQ) J. Vítek 19:43 (EQ) Z. Jurásek 32:52 (EQ) M. Furo 34:54 (EQ) |  | T. Proszkiewicz 15:48 (SH) B. Matczak 22:10 (EQ) A. Parzyszek 26:45 (EQ) R. Bacul 57:05 (SH) |  |

| 20 stycznia 2008 | Podhale Nowy Targ | 2:1 | Cracovia | Miejska Hala Lodowa Nowy Targ, Polska |

|  | K. Zapała 20:42 (PP) Ł. Wilczek 44:12 (PP) |  | R. Verčík 57:07 (PP) |  |

#### II runda
6. kolejka
| 22 stycznia 2008 | Naprzód Janów | 4:7 | Cracovia | Jantor Katowice, Polska |

|  | W. Wojtarowicz 10:10 (EQ) M. Pohl 15:06 (PP) W. Stachura 40:40 (EQ) W. Stachura 58:47 (EQ) |  | R. Hlouch 22:14 (PP) L. Laszkiewicz 25:23 (EQ) G. Pasiut 26:49 (EQ) D. Laszkiewicz 31:57 (PP) D. Laszkiewicz 34:23 (EQ) R. Verčík 53:10 (EQ) D. Laszkiewicz 57:51 (EQ) |  |

| 22 stycznia 2008 | Podhale Nowy Targ | 2:4 | GKS Tychy | Miejska Hala Lodowa Nowy Targ, Polska |

|  | M. Voznik 01:17 (EQ) J. Różański 10:41 (EQ) |  | T. Wołkowicz 09:06 (EQ) T. Proszkiewicz 14:10 (EQ) M. Jakubik 28:32 (EQ) T. Proszkiewicz 59:21 (EQ) |  |

| 22 stycznia 2008 | Stoczniowiec Gdańsk | 5:3 | Zagłębie Sosnowiec | Olivia Gdańsk, Polska |

|  | M. Urbanowicz 01:22 (EQ) J. Vítek 11:04 (EQ) J. Vítek 15:11 (EQ) J. Vítek 35:31 (EQ) J. Vítek 54:39 (SH) |  | M. Jaros 18:11 (EQ) M. Puzio 42:46 (SH) M. Pawlak 45:38 (PP) |  |

7. kolejka
| 25 stycznia 2008 | Stoczniowiec Gdańsk | 2:3 | Naprzód Janów | Olivia Gdańsk, Polska |

|  | P. Poziomkowski 11:29 (PP) B. Wróbel 31:28 (SH) |  | . Kulik 04:51 (EQ) W. Stachura 14:41 (EQ) P. Jasicki 21:53 (EQ) |  |

| 25 stycznia 2008 | Zagłębie Sosnowiec | 3:2 | Podhale Nowy Targ | Stadion Zimowy Sosnowiec, Polska |

|  | K. Duszak 12:47 (EQ) T. Bernat 13:14 (EQ) T. Da Costa 18:32 (SH) |  | K. Zapała 12:22 (EQ) R. Sroka 32:16 (PP) |  |

| 25 stycznia 2008 | GKS Tychy | 7:2 | Cracovia | Stadion Zimowy Tychy, Polska |

|  | P. Sarnik 10:02 (EQ) T. Wołkowicz 11:25 (PP) T. Wołkowicz 24:58 (PP) R. Bacul 31:52 (EQ) A. Parzyszek 34:35 (EQ) S. Krzak 35:09 (EQ) R. Bacul 59:15 (PP) |  | M. Csorich 05:36 (EQ) S. Witowski 37:38 (PP) |  |

8. kolejka
| 27 stycznia 2008 | Naprzód Janów | 4:3 K | GKS Tychy | Jantor Katowice, Polska |

|  | P. Tabaček 35:58 (EQ) M. Słodczyk 42:51 (EQ) P. Gallo 49:54 (EQ) |  | B. Matczak 09:35 (EQ) A. Parzyszek 13:07 (EQ) K. Śmiełowski 57:26 (PP) |  |

| 27 stycznia 2008 | Cracovia | 6:0 | Zagłębie Sosnowiec | Sztuczne lodowisko im. "Rocha" Kraków, Polska |

|  | J. Kłys 03:05 (PP) G. Pasiut 09:29 (EQ) G. Pasiut 12:00 (EQ) J. Kuc 16:49 (EQ) M. Dulęba 39:09 (EQ) D. Słaboń 44:29 (EQ) |

| 27 stycznia 2008 | Podhale Nowy Targ | 3:4 | Stoczniowiec Gdańsk | Miejska Hala Lodowa Nowy Targ, Polska |

|  | K. Zapała 00:42 (EQ) T. Malasiński 23:29 (EQ) K. Zapała 57:28 (PP) |  | P. Poziomkowski 06:31 (EQ) J. Rzeszutko 12:44 (EQ) P. Poziomkowski 28:34 (EQ) J. Vítek 46:20 (PP) |  |

9. kolejka
| 1 lutego 2008 | Podhale Nowy Targ | 7:5 | Naprzód Janów | Miejska Hala Lodowa Nowy Targ, Polska |

|  | S. Biela 08:05 (PP) R. Sroka 09:05 (EQ) J. Różański 12:40 (EQ) R. Sroka 30:28 (EQ) Ł. Batkiewicz 49:19 (EQ) T. Malasiński 54:41 (EQ) M. Baranyk 56:26 (EQ) |  | P. Tabaček 11:06 (EQ) Ł. Kulik 18:31 (EQ) P. Gallo 23:20 (EQ) T. Jóźwik 39:01 (EQ) W. Wojtarowicz 45:16 (EQ) |  |

| 1 lutego 2008 | Stoczniowiec Gdańsk | 7:4 | Cracovia | Olivia Gdańsk, Polska |

|  | J. Vítek 06:18 (EQ) B. Wróbel 36:39 (EQ) M. Strużyk 39:04 (PP) W. Jankowski 39:56 (PP) T. Bigos 41:31 (PP) J. Vítek 42:28 (PP) J. Rzeszutko 54:38 (EQ) |  | S. Kowalówka 34:29 (PP) J. Mihálik 42:48 (EQ) M. Csorich 43:32 (EQ) M. Badžo 55:16 (EQ) |  |

| 1 lutego 2008 | Zagłębie Sosnowiec | 4:1 | GKS Tychy | Stadion Zimowy Sosnowiec, Polska |

|  | P. Dronia 02:56 (EQ) M. Pawlak 26:03 (EQ) T. Kozłowski 26:36 (EQ) J. Gabryś 51:55 (EQ) |  | T. Proszkiewicz 16:55 (EQ) |  |

10. kolejka
| 3 lutego 2008 | Naprzód Janów | 3:7 | Zagłębie Sosnowiec | Jantor Katowice, Polska |

|  | M. Słodczyk 04:18 (EQ) P. Cinalski 22:29 (PP) P. Tabaček 47:26 (EQ) |  | T. Bernat 05:09 (EQ) <r> J. Rutkowski 07:56 (PP) K. Horný 10:13 (EQ) T. Kozłowski 21:34 (PP) M. Kozłowski 32:16 (EQ) K. Horný 44:45 (EQ) M. Pawlak 58:12 (EQ) |  |

| 3 lutego 2008 | GKS Tychy | 2:3 | Stoczniowiec Gdańsk | Stadion Zimowy Tychy, Polska |

|  | S. Gonera 02:17 (PP) Ł. Sokół 51:30 (EQ) |  | W. Jankowski 07:53 (EQ) M. Strużyk 21:03 (EQ) J. Rzeszutko 30:19 (PP) |  |

| 3 lutego 2008 | Cracovia | 4:2 | Podhale Nowy Targ | Sztuczne lodowisko im. "Rocha" Kraków, Polska |

|  | S. Urban 00:26 (EQ) D. Słaboń 09:36 (EQ) S. Witowski 19:33 (EQ) R. Hlouch 59:57 (EQ) |  | Z. Podlipni 21:16 (PP) J. Różański 42:31 (EQ) |  |

### Grupa słabsza

#### I runda
1. kolejka
| 13 stycznia 2008 | TKH Toruń | 4:3 | Unia Oświęcim | Tor-Tor Toruń, Polska |

|  | P. Bomastek 00:42 (EQ) M. Wieczorek 19:50 (EQ) P. Bomastek 25:40 (PP) B. Dąbkowski 51:42 (EQ) |  | M. Modrzejewski 10:34 (EQ) M. Kwiatek 15:16 (PP) M. Buček 53:25 (EQ) |  |

| 13 stycznia 2008 | KH Sanok | 5:2 | Polonia Bytom | Arena Sanok Sanok, Polska |

|  | P. Melicherčík 02:11 (PP) Ľ. Caban 08:22 (PP) T. Demkowicz 09:23 (PP) A. Maciejko 17:30 (EQ) M. Radwański 28:14 (EQ) |  | P. Urban 20:18 (PP) J. Luštinec 24:58 (EQ) |  |

2. kolejka
| 18 stycznia 2008 | Unia Oświęcim | 2:0 | Polonia Bytom | Hala Lodowa MOSiR Oświęcim, Polska |

|  | M. Ryczko 09:33 (PP) M. Modrzejewski 14:36 (EQ) |

| 18 stycznia 2008 | TKH Toruń | 5:1 | KH Sanok | Tor-Tor Toruń, Polska |

|  | V. Búřil 20:40 (EQ) J. Dołęga 23:55 (SH) V. Búřil 45:36 (PP) M. Wieczorek 48:53 (EQ) J. Dołęga 59:47 (PP) |  | M. Mermer 41:20 (EQ) |  |

3. kolejka
| 20 stycznia 2008 | KH Sanok | 8:2 | Unia Oświęcim | Arena Sanok Sanok, Polska |

|  | M. Strzyżowski 01:09 (EQ) M. Strzyżowski 14:20 (PP) M. Radwański 20:16 (EQ) W. Milan 22:14 (EQ) M. Radwański 36:00 (SH) R. Kostecki 37:38 (EQ) M. Mermer 51:54 (EQ) R. Guričan 56:21 (PP) |  | M. Modrzejewski 49:00 (EQ) M. Ryczko 59:07 (PP) |  |

| 20 stycznia 2008 | Polonia Bytom | 2:1 | TKH Toruń | Lodowisko przy ul. Pułaskiego Bytom, Polska |

|  | P. Tokoš 19:01 (EQ) Ł. Rutkowski 27:01 (EQ) |  | Z. Kubát 57:59 (EQ) |  |

#### II runda
4. kolejka
| 27 stycznia 2008 | Unia Oświęcim | 2:3 | TKH Toruń | Hala Lodowa MOSiR Oświęcim, Polska |

|  | Ł. Sękowski 28:45 (PP) M. Zubek 49:21 (EQ) |  | M. Jastrzębski 15:00 (EQ) M. Mravec 30:44 (PP) M. Jastrzębski 34:07 (EQ) |  |

| 27 stycznia 2008 | Polonia Bytom | 5:2 | KH Sanok | Lodowisko przy ul. Pułaskiego Bytom, Polska |

|  | P. Tokoš 06:46 (EQ) M. Krokosz 34:41 (PP) M. Krokosz 37:21 (EQ) D. Puzio 40:56 (EQ) B. Salamon 46:01 (EQ) |  | O. Lauko 07:53 (EQ) P. Melicherčík 39:42 (PP) |  |

5. kolejka
| 1 lutego 2008 | Polonia Bytom | 6:2 | Unia Oświęcim | Lodowisko przy ul. Pułaskiego Bytom, Polska |

|  | D. Puzio 06:22 (SH) S. Kłaczyński 16:20 (PP) J. Luštinec 35:02 (EQ) Ł. Steckiewicz 41:25 (EQ) J. Luštinec 52:30 (EQ) K. Kuźniecow 58:06 (EQ) |  | M. Iskrzycki 14:42 (PP) P. Valušiak 55:07 (EQ) |  |

| 1 lutego 2008 | KH Sanok | 8:2 | TKH Toruń | Arena Sanok Sanok, Polska |

|  | M. Biały 11:29 (EQ) Ľ. Caban 21:07 (EQ) M. Biały 21:25 (EQ) T. Demkowicz 37:02 (PP) R. Kostecki 39:31 (SH) M. Radwański 41:00 (EQ) R. Kostecki 41:53 (EQ) R. Kostecki 45:50 (PP) |  | R. Fraszko 11:01 (EQ) Michal Mravec (hokeista)M. Mravec 47:19 (PP) |  |

6. kolejka
| 3 lutego 2008 | Unia Oświęcim | 5:6 D | KH Sanok | Hala Lodowa MOSiR Oświęcim, Polska |

|  | M. Kwiatek 08:07 (PP) M. Buček 10:31 (EQ) M. Zubek 11:27 (EQ) J. Mazurek 22:00 (EQ) M. Kwiatek 28:41 (EQ) |  | M. Radwański 09:44 (PP) Ľ. Caban 12:19 (SH) M. Radwański 38:24 (EQ) P. Melicherčík 58:53 (EQ) P. Melicherčík 59:28 (EQ) O. Lauko 63:18 (EQ) |  |

| 3 lutego 2008 | TKH Toruń | 6:4 | Polonia Bytom | Tor-Tor Toruń, Polska |

|  | M. Kuchnicki 06:30 (EQ) M. Musil 11:33 (EQ) M. Mravec 27:17 (PP) P. Bomastek 29:03 (PP) J. Dzięgiel 38:53 (PP) R. Cychowski 44:04 (EQ) |  | D. Puzio 05:06 (PP) B. Salamon 16:17 (PS) Ł. Rutkowski 23:45 (PP) Ł. Steckiewicz 56:42 (EQ) |  |